# Гарнер (Північна Кароліна)
Гарнер (англ. Garner) — місто (англ. town) в США, в окрузі Вейк штату Північна Кароліна. Населення — 31 159 осіб (2020).

## Географія
Гарнер розташований за координатами 35°41′41″ пн. ш. 78°37′22″ зх. д. / 35.69472° пн. ш. 78.62278° зх. д. (35.694611, -78.622749).  За даними Бюро перепису населення США в 2010 році місто мало площу 38,33 км², з яких 38,19 км² — суходіл та 0,13 км² — водойми.

## Демографія
Згідно з переписом 2010 року, у місті мешкало 25 745 осіб у 10 207 домогосподарствах у складі 6777 родин. Густота населення становила 672 особи/км².  Було 10993 помешкання (287/км²).
Расовий склад населення:
| - 57,8 % — білих - 32,9 % — чорних або афроамериканців - 1,8 % — азіатів - 0,5 % — корінних американців - 4,6 % — осіб інших рас |

До двох чи більше рас належало 2,3 %. Частка іспаномовних становила 9,9 % від усіх жителів.
За віковим діапазоном населення розподілялося таким чином: 24,4 % — особи молодші 18 років, 63,8 % — особи у віці 18—64 років, 11,8 % — особи у віці 65 років та старші. Медіана віку мешканця становила 37,1 року. На 100 осіб жіночої статі у місті припадало 90,5 чоловіків;  на 100 жінок у віці від 18 років та старших — 86,7 чоловіків також старших 18 років.
Середній дохід на одне домашнє господарство  становив 68 736 доларів США (медіана — 58 825), а середній дохід на одну сім'ю — 78 097 доларів (медіана — 68 185). Медіана доходів становила 46 127 доларів для чоловіків та 41 485 доларів для жінок. За межею бідності перебувало 11,2 % осіб, у тому числі 17,4 % дітей у віці до 18 років та 5,1 % осіб у віці 65 років та старших.
Цивільне працевлаштоване населення становило 13 828 осіб. Основні галузі зайнятості: освіта, охорона здоров'я та соціальна допомога — 20,5 %, науковці, спеціалісти, менеджери — 13,4 %, роздрібна торгівля — 11,0 %, публічна адміністрація — 8,9 %.